# Masters de París 2017
El Rolex Paris Masters 2017 fue un torneo tenis que pertenece a la ATP en la categoría de ATP World Tour Masters 1000. Se disputó en París (Francia) del 30 de octubre al 5 de noviembre de 2017 sobre canchas duras.

## Puntos y premios

### Distribución de puntos
| Evento               | G    | F   | SF  | CF  | R16 | R32 | R64 | Q  | Q2 | Q1 |
| Individual masculino | 1000 | 600 | 360 | 180 | 90  | 45  | 10  | 16 | 8  | 0  |
| Dobles masculino     | 1000 | 600 | 360 | 180 | 90  | 0   | 0   | —  | —  | —  |

### Premios monetarios
| Evento               | G         | F         | SF        | CF        | R16      | R32      | R64      | Q2      | Q1      |
| Individual masculino | € 853 430 | € 418 450 | € 210 610 | € 107 095 | € 55 610 | € 29 320 | € 15 830 | € 3 505 | € 1 785 |
| Dobles masculino     | € 253 950 | € 124 330 | € 62 360  | € 32 010  | € 16 550 | € 8 730  |          |         |         |

## Cabezas de serie
Los cabezas de serie están establecidos al ranking del 24 de octubre de 2017:

### Individuales masculino
| Semb. | Rk. | Jugador               | Puntos Antes | Puntos a Defender | Puntos Ganados | Puntos Después | Actuación en el Torneo                              |
| ----- | --- | --------------------- | ------------ | ----------------- | -------------- | -------------- | --------------------------------------------------- |
| 1     | 1   | Rafael Nadal          | 10465        | 0                 | 180            | 10645          | Cuartos de final, baja ante Filip Krajinović [Q]    |
| 2     | 2   | Roger Federer         | 9005         | 0                 | 0              | 9005           | Se dio de baja                                      |
| 3     | 4   | Marin Čilić           | 4185         | 360               | 180            | 4005           | Cuartos de final, perdió ante Julien Benneteau [WC] |
| 4     | 5   | Alexander Zverev      | 4400         | 0                 | 10             | 4410           | Segunda ronda, perdió ante Robin Haase              |
| 5     | 6   | Dominic Thiem         | 3935         | 0                 | 90             | 4025           | Tercera ronda, perdió ante Fernando Verdasco        |
| 6     | 8   | Grigor Dimitrov       | 3560         | 90                | 90             | 3560           | Tercera ronda, perdió ante John Isner [9]           |
| 7     | 10  | David Goffin          | 2975         | 90                | 90             | 2975           | Tercera ronda, perdió ante Julien Benneteau [WC]    |
| 8     | 11  | Pablo Carreño         | 2650         | 45                | 10             | 2615           | Segunda ronda, perdió ante Nicolas Mahut [WC]       |
| 9     | 13  | John Isner            | 2505         | 600               | 360            | 2265           | Semifinales, perdió ante Filip Krajinović [Q]       |
| 10    | 14  | Sam Querrey           | 2525         | 0                 | 10             | 2535           | Segunda ronda, perdió ante Filip Krajinović [Q]     |
| 11    | 15  | Jo-Wilfried Tsonga    | 2490         | 180               | 10             | 2320           | Segunda ronda, perdió ante Julien Benneteau [WC]    |
| 12    | 16  | Kevin Anderson        | 2470         | 0                 | 10             | 2480           | Segunda ronda, perdió ante Fernando Verdasco        |
| 13    | 17  | Juan Martín del Potro | 2435         | 0                 | 180            | 2615           | Cuartos de final, perdió ante John Isner [9]        |
| 14    | 21  | Roberto Bautista      | 1935         | 10                | 90             | 2015           | Tercera ronda perdió ante Marin Čilić [3]           |
| 15    | 22  | Albert Ramos          | 1880         | 45                | 10             | 1845           | Segunda ronda, perdió ante Pablo Cuevas             |
| 16    | 23  | Jack Sock             | 1945         | 180               | 1000           | 2765           | Campeón, derrotó a Filip Krajinović [Q]             |
| 17    | 25  | Lucas Pouille         | 2235         | 90                | 90             | 2235           | Tercera ronda, perdió ante Jack Sock [16]           |

#### Bajas masculinas
| Clasif | Jugador        | Puntos Antes | Puntos a Defender | Puntos Ganados | Puntos Después | Baja debido a         |
| ------ | -------------- | ------------ | ----------------- | -------------- | -------------- | --------------------- |
| 2      | Roger Federer  | 9005         | 0                 | 0              | 9005           | Decisión voluntaria.  |
| 3      | Andy Murray    | 4790         | 1000              | 0              | 3790           | Lesión de cadera.     |
| 5      | Novak Djokovic | 3765         | 180               | 0              | 3585           | Lesión de codo.       |
| 8      | Stan Wawrinka  | 3360         | 10                | 0              | 3350           | Lesión de rodilla.    |
| 12     | Milos Raonic   | 2600         | 360               | 0              | 2240           | Lesión en la pierna.  |
| 17     | Tomáš Berdych  | 2230         | 180               | 0              | 2050           | Lesión en la espalda. |
| 18     | Kei Nishikori  | 2175         | 0                 | 0              | 2175           | Lesión en la rodilla. |
| 20     | Nick Kyrgios   | 2010         | 0                 | 0              | 2010           | Lesión de cadera.     |
| 26     | Gilles Müller  | 1695         | 45                | 0              | 1650           | Lesión de codo.       |

### Dobles masculino
| Tenista                             | Ranking | Preclasificado |
| Henri Kontinen John Peers           | 3       | 1              |
| Łukasz Kubot Marcelo Melo           | 7       | 2              |
| Bob Bryan Mike Bryan                | 12      | 3              |
| Pierre-Hugues Herbert Nicolas Mahut | 13      | 4              |
| Jamie Murray Bruno Soares           | 19      | 5              |
| Jean-Julien Rojer Horia Tecău       | 23      | 6              |
| Ivan Dodig Marcel Granollers        | 28      | 7              |
| Raven Klaasen Rajeev Ram            | 34      | 8              |

## Campeones

### Individual masculino
Jack Sock venció a  Filip Krajinović por 5-7, 6-4, 6-1

### Dobles masculino
Łukasz Kubot /  Marcelo Melo vencieron a  Ivan Dodig /  Marcel Granollers por 7-6(7-3), 3-6, [10-6]